# Scheepswerf Zuidam

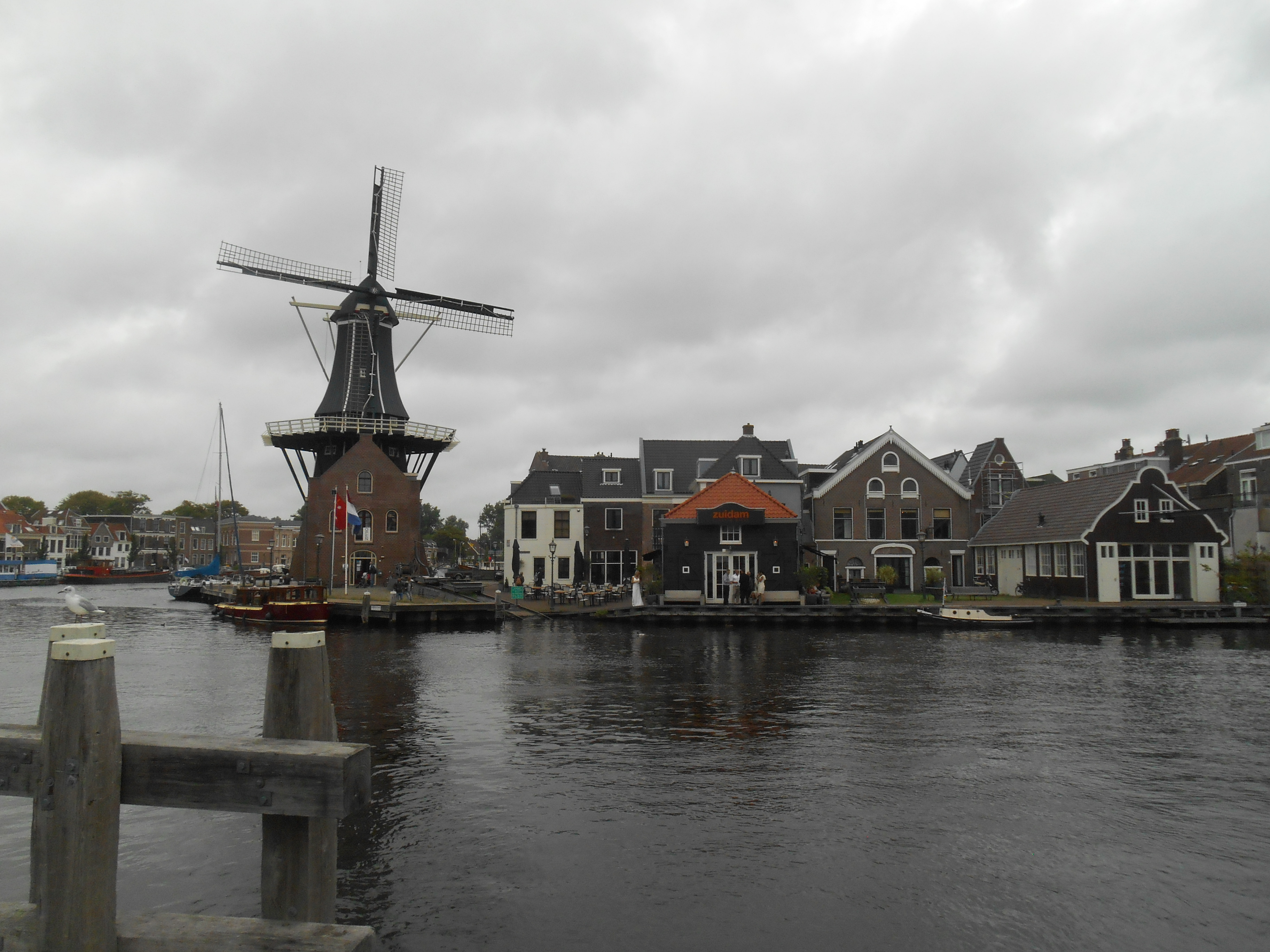
Overzichtsfoto van de scheepswerf Zuidam met molen De Adriaan op de achtergrond

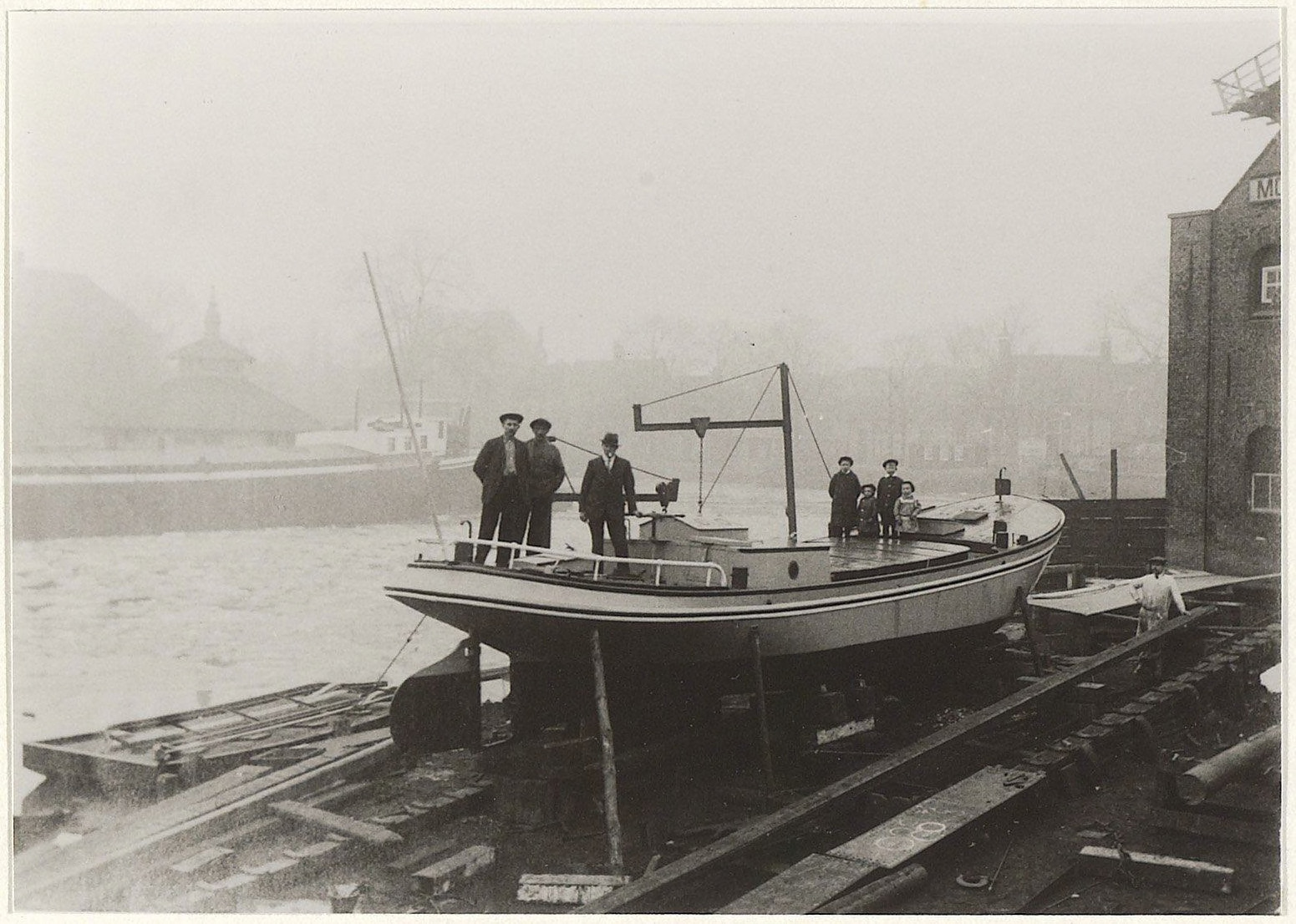
Foto van een boot in aanbouw op de helling van de werf Zuidam, omstreeks 1920.

Scheepswerf Zuidam was een scheepswerf in de Nederlandse stad Haarlem van 1915 tot 1980.

## Geschiedenis
De geschiedenis van deze scheepswerf begint na het einde van de Franse bezetting van Nederland in 1815. Die overheersing van Nederland bleek rampzalig voor de scheepsbouw. Slechts een enkele werf overleefde die periode, waaronder de scheepswerf van de familie Van de Werff aan de Scheepmakersdijk. Deze verkocht de werf in 1854 aan Franciscus van Seggelen. Na zijn overlijden bood zijn vrouw de scheepswerf in 1915 te koop aan.
Nicolaas Zuidam en Nicolaas Willem Verboon waren toen beide werkzaam op een scheepswerf in Gouwsluis. Omdat het geld voor de aankoop ontbrak, huurden zij de werf voor drie jaar en begonnen een scheepsbouwbedrijf onder de naam De Nijverheid. In die periode schakelde de scheepswerf geleidelijk aan over van de bouw van houten naar ijzeren schepen. In 1919 koopt Zuidam voor 7000 gulden zijn compagnon Verboon uit en gaat verder als eenmanszaak. Door de aankoop van afgedankte machines van andere werven kon hij zich helemaal richten op de bouw van stalen schepen. Dekschuiten in verschillende afmetingen werden veel gemaakt maar in opdracht worden in die jaren ook baggermolens, tuindersvletten, visvletten en motorjachten gebouwd.
Veel kleine werven overleefden de crisis in de jaren dertig niet maar door creatieve investeringen, o.a. in baggerschepen, kon Zuidam deze moeilijke periode doorkomen. Zuidam had een groot gezin en vier zoons (Vries, Arie, Cor en Jan) gingen aan de slag gingen op de scheepswerf. De nieuwbouw trok aan en tot aan het begin van de Tweede Wereldoorlog rolden tientallen schepen van de helling. Deze periode van voorspoed werd echter teniet gedaan door het uitbreken van de oorlog. Door bombardementen en in beslagnames door de Duitsers ging een deel van de eigen schepen verloren. De werf kreeg in de oorlogsjaren een deel van de opdracht om de tot landingsschepen verbouwde binnenvaartschepen weer terug te brengen in de oude staat. Desondanks was de situatie van de scheepswerf na de bevrijding niet best.
Toch besloot Zuidam om verder te investeren en in 1948 zette hij zijn eenmansbedrijf om in een firma waarin zijn vier zoons ook deelnamen. Door aankopen werd de werf uitgebreid en het terrein van de voormalige molen De Adriaan gepacht van de Vereniging De Hollandsche Molen. Een goede investering op het juiste moment, want de vraag naar schepen steeg evenals de huur van dekschuiten die door Zuidam in flinke aantallen werden gebouwd. Ook het bouwproces onderging modernisering, en het klinken van schepen werd vervangen door elektrisch lassen. In 1960 waren er, naast de eigen vloot, 53 dekschuiten in de verhuur en vier sleepboten om ze te verslepen. Door de combinatie van nieuwbouw, verhuur van dekschuiten en reparatie van schepen heeft de scheepswerf vele jaren van voorspoed gekend.
Nicolaas Zuidam overleed in 1964 en zijn vier zoons gingen verder onder dezelfde firmanaam. Begin van de zeventiger jaren werd de vraag naar nieuwe schepen en laadruimte snel minder door de verslechterde conjunctuur. Zoon Cornelis overleed in 1969 en zoon Arie trad terug in 1978. Ook omdat er geen opvolger bleek te zijn werden de sleepboten en de dekschuiten in 1980 verkocht. In de periode 1915 tot 1976 werden op de werf in totaal 469 nieuwe vaartuigen gebouwd. Omdat de scheepswerf was gevestigd op historische grond werd het terrein in 1989 overgenomen door de gemeente Haarlem. De twee scheepshellingen en de opstallen zijn deels behouden. Het terrein wordt gedomineerd door de in 2001 herbouwde molen. In de voormalige loods is een restaurant gevestigd die hiervoor, met toestemming van de familie, de naam Zuidam mocht gebruiken als herinnering aan deze langst productieve scheepswerf van Haarlem.